# Problepsis latonaria
Problepsis latonaria är en fjärilsart som beskrevs av Achille Guenée 1858. Problepsis latonaria ingår i släktet Problepsis och familjen mätare. Inga underarter finns listade i Catalogue of Life.